# Ateuchus perezvelai
Ateuchus perezvelai là một loài bọ cánh cứng trong họ Bọ hung (Scarabaeidae).